# 청 (음식)
청(淸)은 한반도 지역에서 조선 후기부터 먹어왔던 식재료이자 당절이이다. 단어 '淸'은 원래 조청을 가리키는 단어였지만, 오늘날에는 과일이나 열매를 설탕, 벌꿀, 엿 등에 담구거나 절여먹는 음식을 총칭하게 되었다. 청과 유사한 음식으로는 잼, 마멀레이드, 시럽 등이 있지만, 청의 경우 이들 음식과 달리 가열해서 조리를 하지 않고 숙성을 하는 음식이다. 
오늘날 청은 감미료나 조미료로 사용되기도 하고, 과일의 보존 기간을 늘리기 위해 청을 담그기도 한다. 2020년대에는 대한민국을 넘어 해외에서 과일청이 사랑을 받고 있다. 해외의 경우 유튜브, 틱톡, 인스타그램 등에서 과일청을 이름 그대로 "cheng"이라고 부르거나 "Korean syrup"(한국식 시럽)이라고 부르고 있다. 해외에서는 와플, 아이스크림, 칵테일 등에 첨가하여 먹기도 한다.
청 중에서 과일청의 경우 따뜻한 차로 마실 경우 소화 관련 기능을 증진시키며, 넣은 과일의 효능을 볼 수 있다고 한다. 다만 설탕이 들어가는 음식이다 보니 양학에서는 과일청을 지나치게 섭취할 경우 당뇨나 비만증 등 설탕 관련 질병에 걸릴 확률이 높다고 진단하고 있고, 한의학에서도 지나친 설탕 섭취는 기의 흐름을 방해하기 때문에 과일청의 과다한 섭취를 권하지 않고 있다. 

## 역사
한반도에서 과일을 체계적으로 지배한 시기는 조선 시대 때부터로, 이 시기 조선 정부는 장원서를 두어 과일, 화초 등 진상품을 관리하게 하였다. 실제 조선 사람들이 청을 먹었다는 사례는 여러 기록에서 찾아볼 수 있다. 대표적으로 산림경제에서는 유자차 만드는 법을 소개하고 있으며, 동의보감에서는 '인삼청폐탕'을 제조할 때 꿀에 담갔다가 덖어낸 앵속각을 주재료 중 하나로 사용한다고 기록되어 있다. 조선 왕실에서도 과일을 활용한 '란'(卵)을 후식으로 대접했는데 과일을 설탕이나 꿀에 넣고 보존한 뒤 2일에서 3일 동안 말려 먹거나 바로 꺼내 먹는 조란과 강란 등을 숙실과(熟實果)로 분류하고 왜찬합(倭饌盒)에 담는 음식으로 분류하기도 하였다.
과일청을 의미하는 '청'(淸)은 원래 '맑다', '깨끗하다'를 의미하는 한자어였다. 원래 조선왕조실록에서 '꿀'을 의미하는 단어로는 '밀'(蜜)을 사용했다. 다만 한의학에서 벌꿀의 다른 명칭으로 석청(石淸)을 사용하고, 나무 속에 꿀벌이 모아둔 질 좋은 꿀을 "목청꿀"(木淸)이라고 부르는 점에서 꿀을 칭하는 한자어에 '청'이 있음을 확인할 수 있다.

## 제조법 및 활용

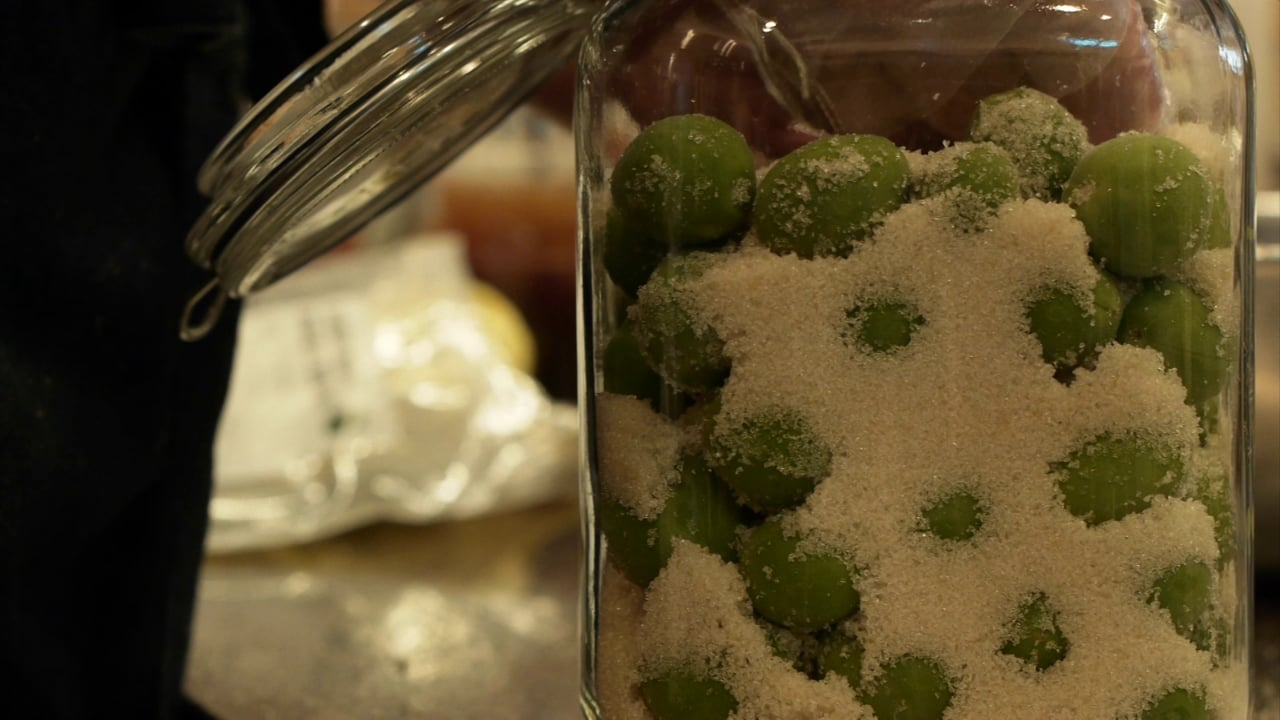
매실청을 준비하는 모습.

청의 경우 제조법이 간단하다는 평가가 많다. 과일청의 경우, 과일을 크기에 맞게 자른 뒤 설탕 또는 꿀과 동봉하여 밀봉한 뒤 숙성하면 된다. 과일 외에도 인삼이나 생강을 주재료로 사용하기도 하고, 단맛을 내기 위해 설탕이나 꿀 대신 물엿이나 올리고당을 넣기도 한다. 어떤 과일을 넣는지에 따라 맛과 효능이 달라진다. 

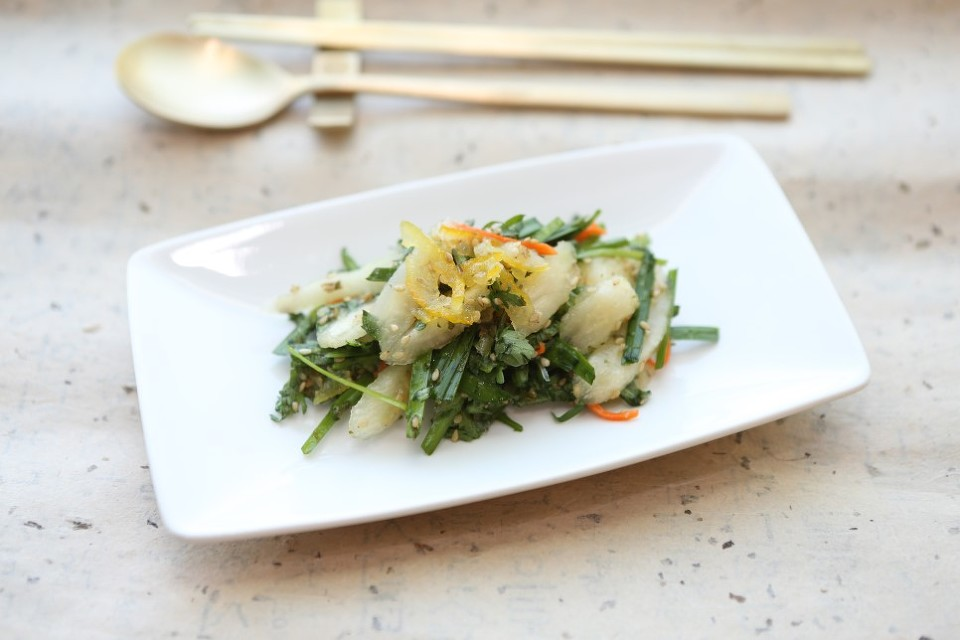
샐러드에 활용된 유자청.

## 같이 보기
- 조청
- 마멀레이드